# ملعب مانشستر الإقليمي
ملعب مانشستر الإقليمي هو ملعب متعدد الأغراض يقع في مدينة مانشستر بإنجلترا، ويستخدم في المقام الأول لألعاب القوى وكرة القدم ودوري الرجبي.

## التاريخ
تم تطويره في الأصل كمسار إحماء لدورة ألعاب الكومنولث لعام 2002 التي أقيمت في ملعب مدينة مانشستر المجاور. وقد استضاف بطولة AAA وكأس العالم للألعاب البارالمبية، وكانت الأرض الاحتياطية لفريق أكاديمية مانشستر سيتي قبل الانتقال إلى إوين فيلدز في يونيو 2010. كما كان بمثابة مقر فريق مانشستر سيتي للسيدات حتى انتقالهم إلى ملعب الأكاديمية المجاور في حرم الاتحاد في عام 2014.